# Scarlet's Walk
Scarlet's Walk är ett det sjunde studioalbumet av Tori Amos, utgivet i oktober 2002 på Epic Records.
Låtarna på albumet är uppbyggda kring Scarlet, en karaktär löst baserad på Amos, och hennes resa genom USA i tillståndet efter 11 september-attackerna. Albumet var Amos debut med skivbolaget Epic Records efter hennes uppbrytning med sitt tidigare bolag Atlantic Records. Efter en tid av problem med det förra bolaget påvisade Amos att hennes fanbase fortfarande var med henne när albumet debuterade som sjua i USA och sålde 107 000 exemplar under första veckan.
Skivan släpptes även i begränsad upplaga med en bonus-dvd till. Singlarna från albumet var "A Sorta Fairytale", "Taxi Ride", "Don't Make Me Come to Vegas" och "Strange".

## Inspelning
Albumet spelades in tidigt 2002 vid Amos musikstudio Martian Engineering Studios i Cornwall i England.

## Teman
Enligt författaren Neil Gaiman handlar albumet om USA; det är en berättelse såväl som en resa med start i Los Angeles där den sedan fortsätter österut genom landet. Den tar upp ämnen som USA:s ursprungsbefolkning- och historia, pornografi, en flicka på ett plan som aldrig tycks komma fram till New York och Oliver Stone och Andrew Jacksons galenskap. För att inte nämna en flicka som heter Scarlet som kan symbolisera både landet, en person eller spår av blod. Låten "Amber Waves" är uppkallad efter Julianne Moores karaktär i Boogie Nights.

## Låtlista
Alla låtar är skrivna och komponerade av Tori Amos. 
| Nr  | Titel                       | Längd |
| --- | --------------------------- | ----- |
| 1.  | Amber Waves                 | 3:38  |
| 2.  | A Sorta Fairytale           | 5:30  |
| 3.  | Wednesday                   | 2:29  |
| 4.  | Strange                     | 3:05  |
| 5.  | Carbon                      | 4:33  |
| 6.  | Crazy                       | 4:23  |
| 7.  | Wampum Prayer               | 0:44  |
| 8.  | Don't Make Me Come to Vegas | 4:51  |
| 9.  | Sweet Sangria               | 4:01  |
| 10. | Your Cloud                  | 4:30  |
| 11. | Pancake                     | 3:54  |
| 12. | I Can't See New York        | 7:14  |
| 13. | Mrs. Jesus                  | 3:05  |
| 14. | Taxi Ride                   | 4:00  |
| 15. | Another Girl's Paradise     | 3:34  |
| 16. | Scarlet's Walk              | 4:16  |
| 17. | Virginia                    | 3:55  |
| 18. | Gold Dust                   | 5:54  |

Bonus-dvd
Alla låtar är skrivna och komponerade av Tori Amos. 
| Nr | Titel                                           | Längd |
| -- | ----------------------------------------------- | ----- |
| 1. | Gold Dust (Video Version)                       | 5:44  |
| 2. | A Sorta Fairytale (Single Edit) (Video Version) | 3:59  |
| 3. | Taxi Ride (Overlay with Polaroid feature.)      | 4:00  |

- Polaroids
- Kommentarer av Amos på videorna Gold Dust och A Sorta Fairytale.

## Listplaceringar
| Listor (2001)                    | Högsta placering |
| -------------------------------- | ---------------- |
| Australiensiska albumlistan      | 20               |
| Belgiska albumlistan (Flandern)  | 15               |
| Belgiska albumlistan (Vallonien) | 40               |
| Brittiska albumlistan            | 26               |
| Danska albumlistan               | 32               |
| Finländska albumlistan           | 20               |
| Franska albumlistan              | 32               |
| Nederländska albumlistan         | 17               |
| Norska albumlistan               | 30               |
| Nyzeeländska albumlistan         | 45               |
| Schweiziska albumlistan          | 21               |
| USA Billboard 200                | 7                |
| Österrikiska albumlistan         | 26               |

## Medverkande
| - Mac Aladdin - gitarr - Tori Amos - sång, piano, Wurlitzer-piano, keyboard, producent - Jon Astley - mastering - David Bett - illustrationer - Matt Chamberlain - trummor, slagverk - John Evans - bas - David Firman - dirigent - Mark Hawley - mixning, inspelning - Natashya Hawley - koordinator - Ryu Kawashima - assisterande inspelning - Chelsea Laird - personlig assistent - Sheri Lee - illustrationer | - Marcel van Limbeek - mixning, inspelning - Trevor Lowe - keyboardtekniker - Kurt Markus - fotografi - Robbie McIntosh - Dobro-gitarr - Andrew Nicholls - assisterande inspelning - John Philip Shenale - stråkarrangemang, flöjt - Sinfonia of London - stråkinstrument - Scott Smalley - orkestrering - Adam Spry - assisterande mixning och inspelning - David Torn - gitarr - Debbie Ward - koordinator - Peter Willison - regissör |